# Христо Явашев
Христо Явашев (13 червня 1935, Габрово, Болгарія, — 31 травня 2020, Нью-Йорк, США) — американський художник болгарського походження, відомий під псевдонімом Крісто. Разом із дружиною Жанною-Клод де Жиєбон упаковував у тканину великі архітектурні споруди — Рейхстаг (Берлін, 1995) та Пон-Неф (Париж, 1985).

## Біографія
Навчався в Художній академії в Софії від 1953 до 1956 року. 1957 року, перебуваючи у Чехословаччині, нелегально перебрався до Австрії. У Відні він провчився один семестр в академії мистецтв і переїхав до Парижа в 1958 році. Там він познайомився з Жанною-Клод, яка на той час була заручена з Філіпом Планшоном, за якого згодом вийшла заміж. Проте будучи вагітною від Крісто, полишила чоловіка відразу після медового місяця. Разом з Крісто вони переїхали до Нью-Йорка в 1964 році. 1968 року брав участь у виставці Documenta IV. В 1970—1972 роках Крісто ініціював проект розгортання 400-метрового полотна над прірвою в Скелястих горах в Колорадо. За мотивами цього проекту був знятий документальний фільм «Занавіска в долині Крісто», який номінувався на премію Оскар як найкращий короткометражний документальний фільм. В 1973 році одержав громадянство США. В березні 1984 року після дев'яти років переговорів мистецька пара одержала дозвіл на загортання у тканину найстарішого мосту Парижа — Пон-Неф. Наступним проектом під назвою «Парасолі» було розміщення понад тисячі жовтих парасоль у Каліфорнії та синіх парасоль в Японії. В 1995 Крісто вдалося упакувати в поліпропіленову тканину німецький Рейхстаг. У пустелі поблизу Абу-Дабі споруджуються найбільшу у світі сучасну скульптуру, яку Христо зробив разом зі своєю дружиною Жанною-Клод.

## Галерея

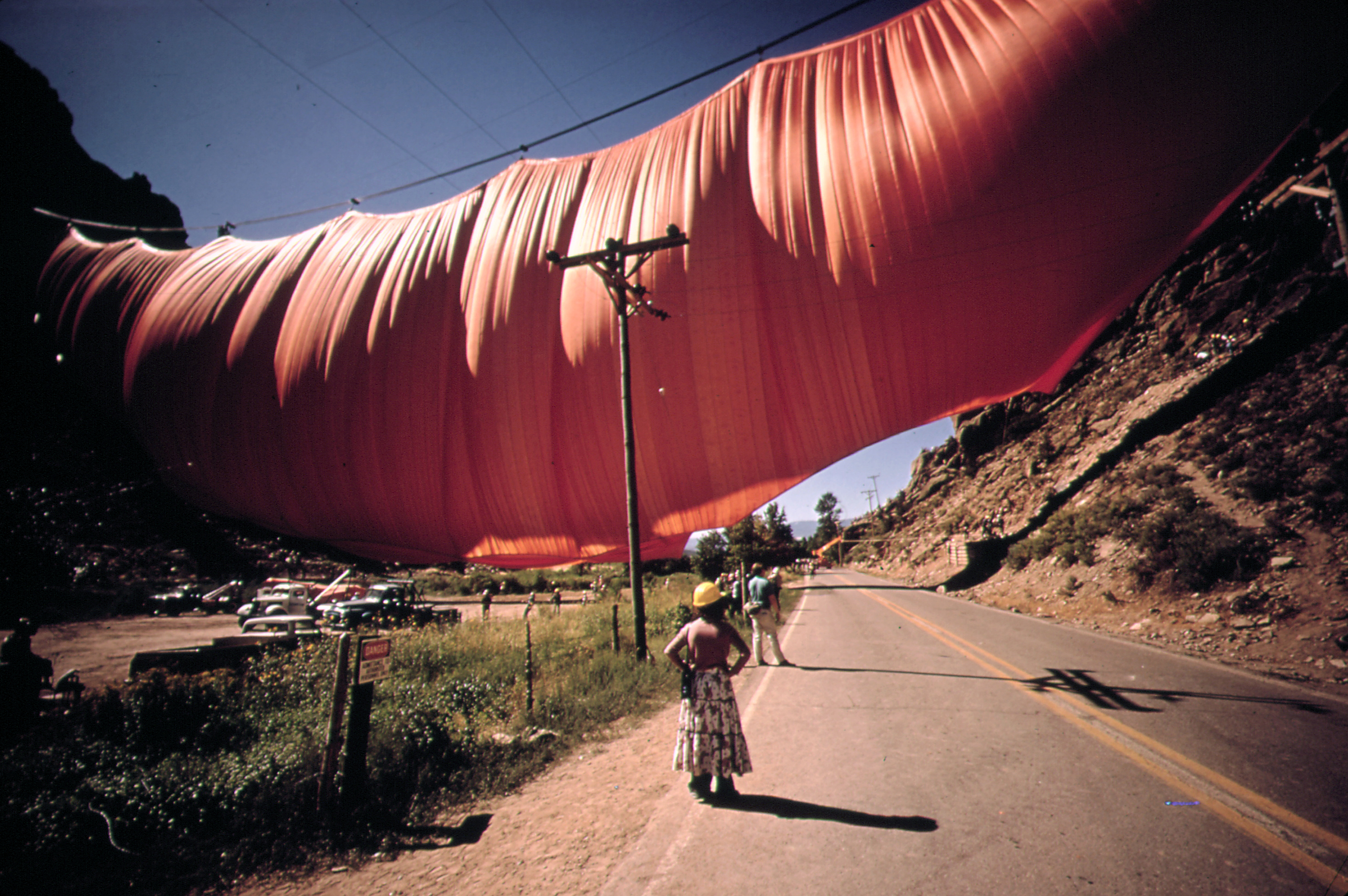
Занавіска в долині Крісто
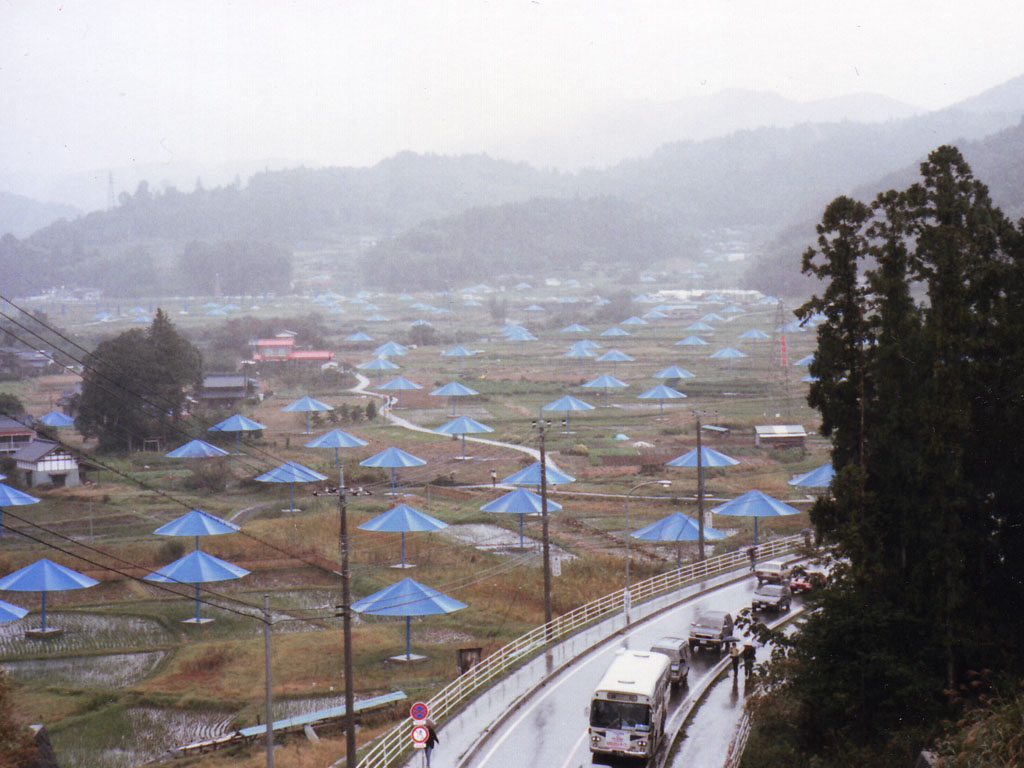
Парасолі